# Acanthiza uropygialis
Acanthiza uropygialis là một loài chim trong họ Acanthizidae.

## Hình ảnh

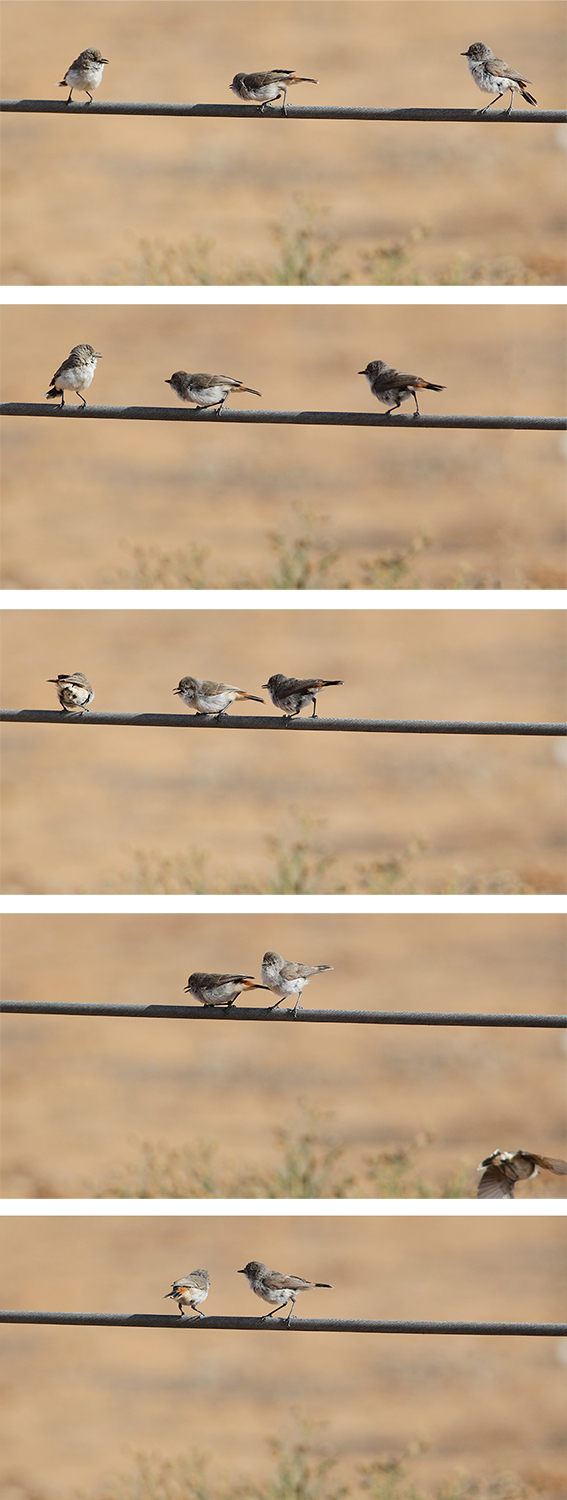
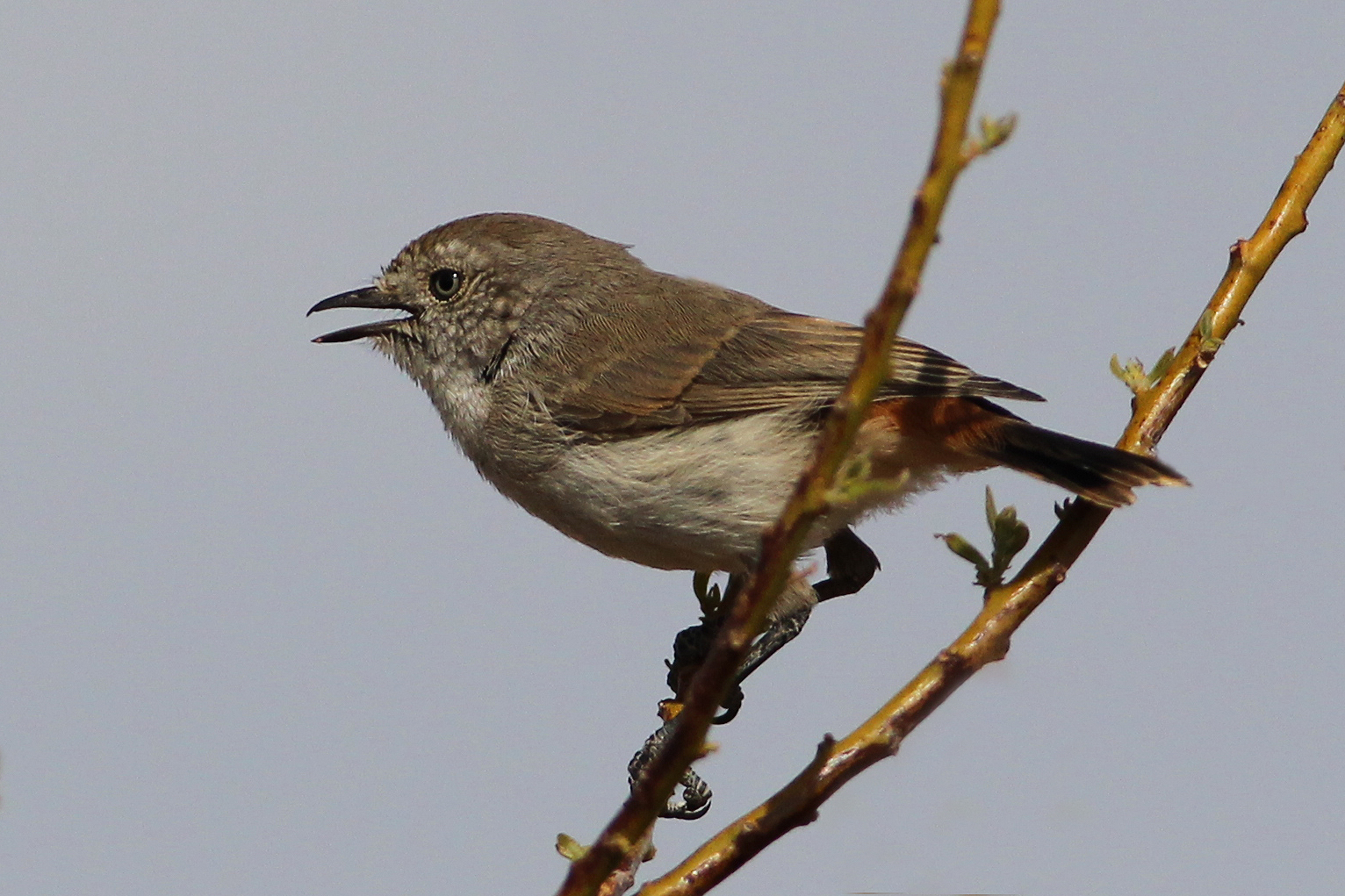
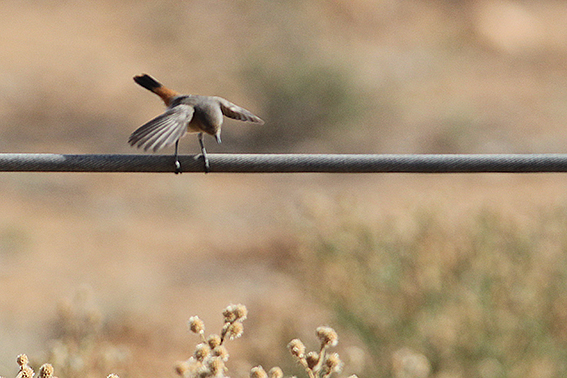
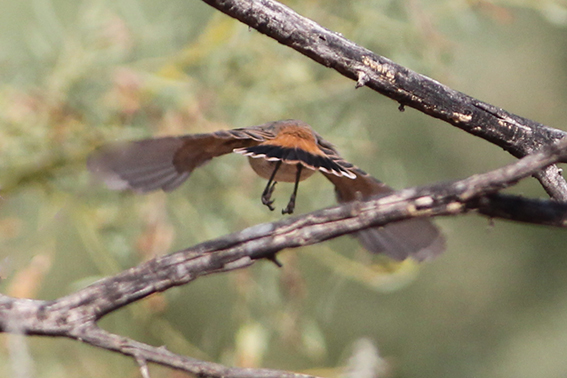
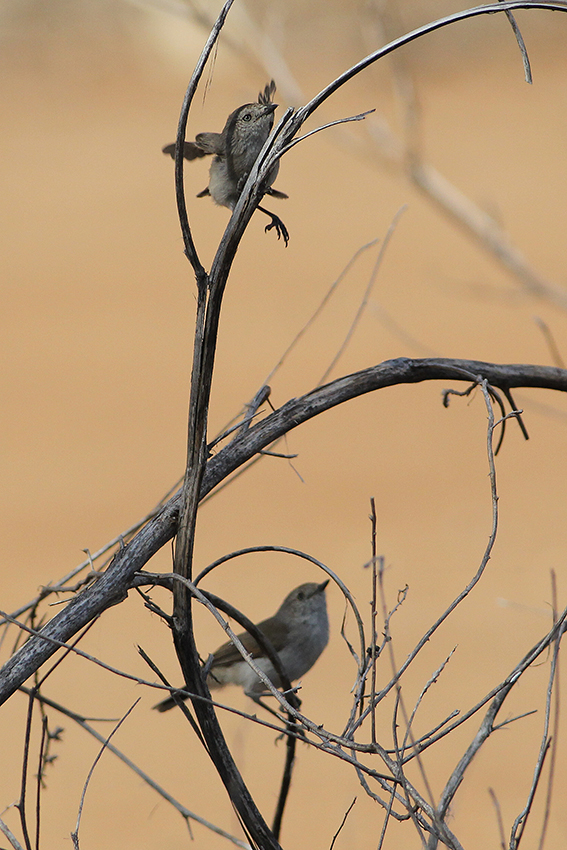
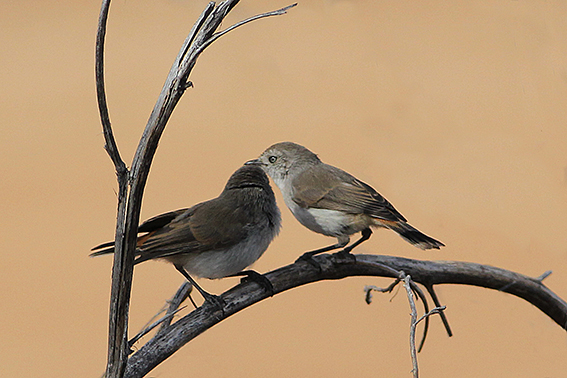